# Onur Capin
Onur Capin (* 10. Juli 1996 in Hannover) ist ein deutsch-türkischer Fußballspieler.

## Karriere

### Verein
Im Oktober 2013 wechselte Capin aus der U-19 in die zweite Mannschaft von Hannover 96. Er bestritt im Laufe der Spielzeit 2013/14 einige Partien in der Regionalliga Nord. In der darauffolgenden Saison 2014/15 wechselte er zum Ligakonkurrenten, der zweiten Mannschaft von Werder Bremen. 
Nach dem ersten Platz und dem Sieg über die zweite Vertretung von Borussia Mönchengladbach stieg er mit dem Verein in die 3. Liga auf. Sein Debüt in Liga 3 gab er am 1. August 2015, dem zweiten Spieltag. Bei der 0:2-Niederlage gegen Energie Cottbus kam Capin in der 79. Minute für Martin Kobylanski in die Partie. Zudem kam Capin auch bei der dritten Mannschaft in der Bremen-Liga zum Einsatz. Beim 10:2-Erfolg gegen den TSV Grolland erzielte er drei Treffer. 
Am 16. Januar 2017 wechselte Capin in die TFF 2. Lig. beim türkischen Zweitligisten Tuzlaspor. Hier kam er auf insgesamt sechs Einsätze und einen Treffer in der zweithöchsten Spielklasse der Türkei. Im Sommer 2017 verließ er den Club und war anschließend bis Januar 2018 vereinslos. Am 24. Januar 2018 schloss er sich der Lüneburger SK Hansa in der Regionalliga Nord an. Im Juli 2018 wechselte er dann zum HSC Hannover in die Oberliga Niedersachsen. Seit Sommer 2019 steht Capin bei Arminia Hannover, ebenfalls in der Oberliga Niedersachsen, unter Vertrag.  

### Nationalmannschaft
Bei zwei Freundschaftsspielen am 6. und 8. November 2012 gegen Tschechien kam Capin für die deutsche U-17-Nationalmannschaft zum Einsatz. Die Spiele endeten 0:1 und 2:2.